# Amelia Sophie von Großbritannien, Irland und Hannover
Amelia Sophie von Großbritannien, Irland und Hannover   (Herrenhausen Palace, 10 de juny de 1711 - Soho, 31 d'octubre de 1786) va ser una princesa britànica de la Casa de Hannover.
Amelia Sophie va ser la tercera filla i segona filla del rei britànic i elector de Braunschweig Jordi II (1683–1760) i de la seva dona Carolina d'Ansbach (1683–1737). Dins de la família es deia Emily.
La "Altesa Reial" Amelia Sophie de Hannover tenia tres anys quan el seu avi, l'elector Georg Ludwig, va pujar al tron britànic com a Jordi I. Amelia Sophie va ser posada a càrrec de la comtessa Gertrud zu Schaumburg-Lippe (1701–1728), filla de Jordi I i de la seva amant, la comtessa Ehrengard Melusine von derschulenburg. A instigació de la seva mare Caroline i Lady Mary Wortley Montagu, Amelia Sophia i Karoline van ser vacunades contra la verola (variolació)el 1722 per Maitland, un metge doctorat.

## Política de matrimoni: anys com a núvia
La seva tia, la reina prusiana Sofia Dorothea, germana de Jordi II, feia temps que planejava continuar la tradició dels matrimonis Welf-Hohenzollern. Tenia en ment un matrimoni doble: Friedrich Ludwig (1707–1751) es casaria amb la seva filla Guillermina (1709–1758), mentre que la seva germana Amelia es convertiria en l'esposa del príncep hereu prussià i més tard el rei Frederic el Gran (1712–1786). El 1723 va tenir l'oportunitat de presentar aquest projecte a Jordi I, i Jordi I, l'avi comú dels quatre joves interessats, es va mostrar molt obert a la idea, tot i que va considerar que no era el moment d'un anunci oficial de les connexions desitjades. Era massa prematur, ja que els cosins li semblaven massa joves. El matrimoni doble pretenia cimentar una aliança sòlida i duradora entre Gran Bretanya, Hannover i Prússia. Se suposava que havia de tenir lloc en la propera visita de Jordi I el 1727. Tanmateix, Jordi I va morir abans i el pare d'Amàlia -per diverses consideracions polítiques- no va tenir pressa per finalitzar el casament dels quatre fills reials.
Tanmateix, aviat es va fer evident que hi havia opinions fonamentalment diferents sobre el projecte matrimonial. Jordi II i el govern britànic perseguien principalment propòsits estatals, mentre que el rei Frederic Guillem I ho veia com un assumpte purament familiar pel qual no volia comprometre's políticament de cap manera. Finalment, va renunciar a la idea d'un matrimoni doble i va voler pactar un matrimoni entre la seva filla Guillermina i el príncep de Gal·les, però deixaria el seu príncep hereu solter de moment.

## Anys posteriors
La vida familiar al Palau de Saint James es considerava infeliç. Jordi II va demostrar ser avar amb la seva família. Sense l'ajuda de la seva mare, Amalia Sophie difícilment hauria pogut aparèixer vestida adequadament en esdeveniments de prestigi. Després de la mort prematura de la seva mare (1737), es va convertir en la companya constant del seu pare, juntament amb la comtessa Amalie Sophie von Wallmoden (1704–1765), més tard comtessa de Yarmouth, a qui odiava.
El 1751, Amelia Sophie, com a guarda de Richmond Park, va excloure el públic del parc que envoltava la seva residència de la White Lodge i només uns pocs amics propers o aquells amb permís especial van poder entrar. Això va provocar una revolta popular. El 1758, el propietari de la cerveseria John Lewis va presentar una demanda al tribunal, el jutge va sentenciar a favor de Lewis. En suport de la sentència, va afirmar que el parc s'havia posat a disposició del públic des del segle XVII sota el regnat del rei Carles I. La princesa Amelia Sophia es va veure obligada a aixecar la restricció.
La princesa Amelia Sophie va morir soltera el 31 d'octubre de 1786 a la seva casa de Cavendish Square, Soho. Al seu cos es va trobar un medalló de Frederic el Gran quan era un jove príncep, el cosí originalment destinat a ella havia mort dos mesos abans a Potsdam. A la seva mort, va ser l'últim fill supervivent del rei Jordi II i va ser enterrada a l'abadia de Westminster.

## Títols i estat
- 1711–1714 Sa Altesa la princesa Amelia Sofia de Hannover
- 1714 Sa Altesa Reial la Princesa Amelia Sophia de Gran Bretanya i Irlanda
- 1714–1727 La seva Altesa Reial Amelia Sophia de Gal·les i Cornualla
- 1727–1786 Sa Altesa Reial la Princesa Amelia Sophia

## Divers
- El 24 de gener de 1714, el príncep Frederic de Prússia va rebre un anell de compromís fet amb els cabells ros de la seva núvia, que anava amb bolquers.
- Amelia Island i Amelia City, Florida, i Amelia County, Virginia, als Estats Units van ser nomenats en el seu honor.